# DJ Korsakoff
DJ Korsakoff, pseudonimo di Lindsay Van Der Erg (Akersloot, 25 luglio 1983), è una disc jockey olandese.

## Biografia
Debutta nel 2001 con Separated World, per poi pubblicare negli anni successivi Tamara e My empty Bottle. La consacrazione arriva nel 2004, anno nel quale con Outblast compone Unleash The Beast, traccia che farà da anthem al Masters Of Hardcore di quell'anno, evento nel quale Korsakoff comincerà a farsi conoscere al grande pubblico. Gli anni successivi vedranno la partecipazione a eventi importanti della scena Hardcore come Thunderdome, Decibel, Defqon 1, Masters Of Hardcore e molti altri, fino ad arrivare alla sua partecipazione in tutti i maggiori festival europei. Con gli album "Unrivalled" e "Daydream" comincia ad essere definitivamente considerata una DJ Hardcore di livello internazionale.

## Discografia

### Album
- Stiletto (2012)

### Singles
- Promo & Korsakoff - Hurricane Brain / Separated World (12") (2001)
- Promo & Korsakoff - Message To The Majors / Tamara (12") (2002)
- Promo & Korsakoff - Pressure On The Fakes / My Empty Bottle (12") (2003)
- Korsakoff - The Powerrave Experience (2005)
- Korsakoff - Audioholic (2005)
- Korsakoff - My Empty Bottle Remixes (2006)
- Korsakoff - The Sound Of (2006)
- Outblast & Korsakoff - Face 2 Face
- Korsakoff - Focus (2008)
- Korsakoff - Urivalled (2008)
- Korsakoff - Daydream (2009)
- Korsakoff feat. MC Tha Watcher - Global (File, MP3, 320)
- Korsakoff - Pink Noise (2010)
- Korsakoff - Lyra" (2014)
- Korsakoff - 37,5%" (2014)
- Korsakoff - Wasted World" (2014)
- Korsakoff - Hurt" (2015)
- Korsakoff - One" (2015)
- Korsakoff - Temptation" (2015)
- Korsakoff - Skream" (2015)
- Korsakoff - Somnia" (2016)
- Korsakoff - A New Dawn" (2016)
- Korsakoff - Fighter" (2024)